# Atopophrynus syntomopus
Atopophrynus syntomopus är en groddjursart som beskrevs av Lynch och Pedro M. Ruiz-Carranza 1982. Atopophrynus syntomopus ingår i släktet Atopophrynus och familjen Strabomantidae. IUCN kategoriserar arten globalt som akut hotad. Inga underarter finns listade.